# Grêmio Foot-Ball Porto Alegrense (femenino)
El Grêmio Foot-Ball Porto Alegrense es un club de fútbol femenino de Porto Alegre, Brasil. Fue fundado en 1983 y es la rama femenina del club homónimo.
Ganó el ascenso al Campeonato Brasileño de Fútbol Femenino en 2020, y a nivel regional disputa el Campeonato Gaúcho, siendo campeón en tres ocasiones.

## Historia
El Grêmio disputó su primer encuentro de fútbol femenino en 1983 por el Campeonato Gaúcho, torneo donde quedó en el segundo lugar. Volvió a disputar el campeonato en 1997, consiguiendo el tercer puesto.
Ganó el título Gaúcho en 2000 y 2001.
Tras un periodo de inactividad, el club retomó sus operaciones en 2017, ganando el Gaúcho en 2018 y su promoción a la primera división en 2020.

## Entrenadores
- Patrícia Gusmão (enero de 2019–enero de 2023)[6][7]
- Felipe Endres (enero de 2023–junio de 2023)[8][9]
- Marcelo Frigerio (julio de 2023–diciembre de 2023)[10][11]
- Thaissan Passos (enero de 2023–presente)[2]

## Palmarés
| Competición nacional    | Títulos          | Subcampeonatos               |
| ----------------------- | ---------------- | ---------------------------- |
| Campeonato Gaúcho (3/5) | 2000, 2001, 2018 | 1983, 2017, 2019, 2020, 2021 |